# Hacienda Pachingo

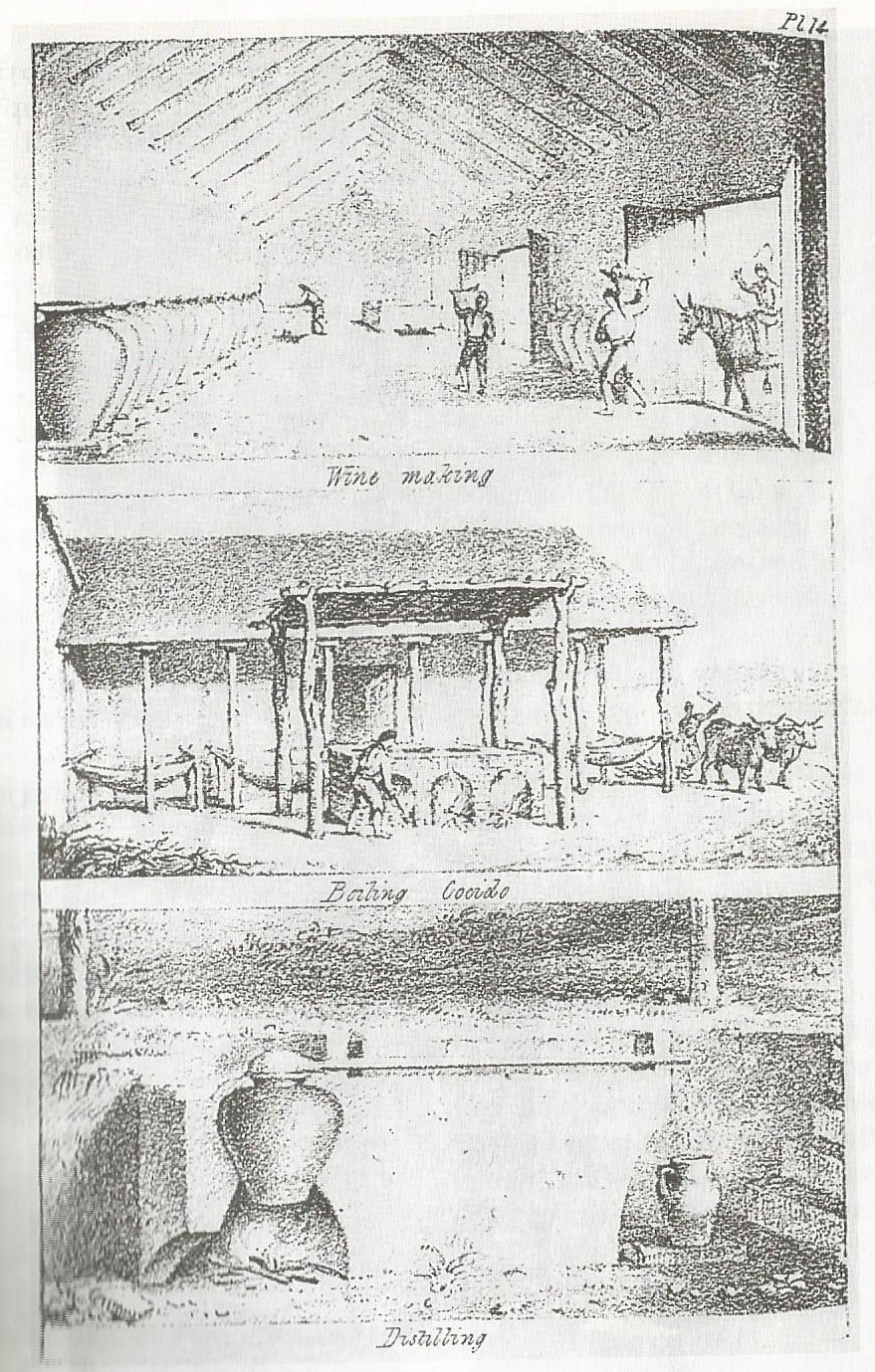
Técnicas de elaboración de piscos y vinos según observaciones del explorador Myers.

La Hacienda de Pachingo es una hacienda histórica chilena, ubicada en la comuna de Ovalle en la provincia de Limarí, Región de Coquimbo. 

## Origen
Aun cuando las tierras del sector de Pachingo fueron cedidas como merced por el gobernador don Rodrigo de Quiroga a don Vasco Hernández Godínez en 1576, éstas habían sido utilizadas anteriormente por el capitán don Diego Sánchez de Morales, quien al colocar ganados en el lugar trajo a su vez indios de su encomienda del Valle de Huasco . La concesión estipulaba que la estancia llamada El Taibón, en Pachingo, tenía una extensión de una legua por lado. Hernández colocó igualmente ganados en la estancia referida, arrendando el sector a los indios que quisieran permanecer en tal lugar. Posteriormente en 1592 los herederos de Vasco Hernández, la familia Gómez Astudillo, arriendan la estancia a don Juan de Morales, sucesor de la encomienda de su padre, el citado don Diego Sánchez de Morales, no sin antes haberse estampado una protesta del protector de indios de La Serena quien sostenía que las tierras pertenecían a los indios.
En 1598 el arriendo se mantenía aun cuando los Astudillo igualmente habían colocado ganado en su estancia. En 1648 la estancia estaba proindivisa, manteniendo el capitán don Álvaro Gómez de Astudillo, hijo legítimo del anteriormente citado don Vasco Hernández, una ganado de 500 equinos, 1.000 ovinos y 2.000 caprinos, los cuales eran solamente pastoreados por tres indios y un negro. Aquí la tierra era calificada como “puna”, tenía una sola aguada y una sementera para usufructo de los citados pastores.
En 1658 la antigua estancia había sido dividida entre tres herederos del primer propietario. No obstante lo anterior, fue el Maestre de campo  don Antonio Gómez de Galleguillos, hijo del antes citado don Álvaro Gómez, el primer asentado en las tierras de Pachingo, estancia que declara en su testamento efectuado en dicho lugar en 1695 , aquí también afirma ser poseedor de las estancias de La Punta y El Sauce, tierras colindantes con Pachingo. Desde aquí fue la familia Galleguillos, descendientes de don Antonio, los propietarios por larga data de la Estancia de Pachingo, hecho que se constata en 1775, cuando doña Antonia Galleguillos y Riberos, hija legítima de don Antonio Gómez de Galleguillos, declara estar en posesión de parte de estas tierras en compañía de su hijo don Domingo de Herrera y Galleguillos.
Cuando se realizó el inventario de Pachingo en 1713, éste demostró la diversidad productiva de esta hacienda, la cual contaba con viña de más de 5.140 cepas y 20 parronales, la cual producía vino y aguardiente en una bodega con lagar y aditamentos para tal efecto. Por su parte en sus tierras contaban con sementeras de trigo. La ganadería reunía su vez un total de 2.000 de individuos entre ovinos y caprinos. Además se contaba con una curtiduría, la que emplazada en galpones con todo lo indispensable para la fabricación de cordobanes, zurrones y otros .

## Viceparroquia de Nuestra Señora del Rosario de Pachingo
La primera noticia que se registra de esta iglesia data de 1691, apareciendo como iglesia viceparroquia de Pachingo, dependiente de la Parroquia de San Antonio de Barraza. En 1763 la vemos nombrada como de Nuestra Señora del Rosario de Pachingo. En el inventario antes señalado de 1713, se describe la iglesia contando con una enmaderación de sauce y cubierta de totora, con una ventanilla con barrotes y aprovisionada de todos sus ornamentos.

## Encomienda de Pachingo
El capitán Álvaro Gómez de Astudillo y Godìnez, nacido en La Serena en 1572, hijo legítimo del fundador y de doña Francisca de Astudillo, es el primero de la familia que fue encomendero de indios a inicios del siglo XVII. La encomienda se nombra como sita en las minas de La Serena. Su hijo el Maestre de campo don Antonio Gómez de Galleguillos, solicitó la encomienda en segunda vida lo que obtuvo por merced otorgada en fecha de 7 de octubre de 1673. se registran bautismos y matrimonio de encomendados en la iglesia del lugar, perteneciente a la parroquia de Barraza hasta mediados del siglo XVIII. Como asignatarios de la encomienda se nombran a don Juan Antonio de Galleguillos y Riberos de Castilla y a don Domingo de Herrera y Galleguillos 64.

## Subdelegación de Pachingo
En 1854 se crea esta subdelegación con el N°16, dependiendo del Departamento de Ovalle. Contaba con 6 distritos. En el censo efectuado en dicho año la subdelegación contabilizo un total 1.962 habitantes. En el poblado de Pachingo vivían a su vez 400 individuos. Ya en 1894 instaurado el sistema de Comunas, a Pachingo le correspondió ser parte de la Comuna creada de Tamaya. La localidad también tuvo una estación de ferrocarril perteneciente a la línea que conectaba Tongoy con Ovalle.